# George Kochbeck
Jürgen „George“ Kochbeck (* 15. August 1955 in Gütersloh) ist ein deutscher Rock- und Fusionmusiker (Keyboards, Gesang), der seit 1992 vor allem als Filmkomponist arbeitet.

## Leben und Wirken
Kochbeck gründete bereits als Schüler, beeinflusst von der Beat- und Soulmusik, 1969 seine erste Band Bally Hoo; es folgten die Bands Virus und Skyline, in denen er als Keyboarder, Sänger und Komponist wirkte. Mit Skyline entstand das Album Louise for One Night (1976). In den nächsten Jahren spielte er mit Musikern der Hamburger Szene wie Rolf Kühn, Rainer Baumann oder Alex Conti und arbeitete in den Gruppen Dice, ES (mit Zabba Lindner) und Alto (Happy Ambrosia), dann mit Joachim Kühn und Mark Nauseef (Information) und bei Carsten Bohn’s Bandstand.
1982 veröffentlichte Kochbeck sein erstes Solo-Album In Time, das (unterstützt von Drummer Pit Meufels) weitgehend im Alleingang eingespielt war. Seit 1983 arbeitete er mit Eberhard Schoener in dessen Produktionen zusammen. 1984 erschien sein zweites Album, Hamlet Tagträume. Gemeinsam mit Phill Edwards gründete er die bis 1988 bestehende Band Georgie Red, die die Hit-Alben We’ll Work It Out (1986) und Helpless Dancer (1988) veröffentlichte; die Titel „Help The Man“, „Get In Touch“ oder „If I Say Stop?“ gelangten erfolgreich in die Charts. Als Studio- und Sessionmusiker arbeitete er daneben bei Peter Maffay, Ina Deter, Herwig Mitteregger, Ulla Meinecke, Manfred Maurenbrecher, Anne Haigis, Richard Wester oder Philippe Caillat. 1990 wurde er zum beliebtesten Keyboarder Deutschlands gewählt. Im Folgejahr legte er sein drittes Solo-Album „C’est la blue“ vor.
Neben seiner Beteiligung an diversen Projekten ist Kochbeck seit 1992 vornehmlich als Filmkomponist aktiv: Neben Musik für die Fernseh-Serien Tatort, Stahlnetz, Balko, Wolffs Revier, Großstadtrevier und SOKO Leipzig komponierte er auch für Fernseh- und Kinofilme wie American Werewolf in Paris (1997) oder Alles Bob! (1999). 2007 erschien Kochbecks viertes Solo-Album Seven Layers of Dust auf seinem Label Monopalast, auf dem er auch eigene Soundtracks veröffentlichte.
Seit 2003 ist er mit der Journalistin und Komikerin Sabine Bulthaup verheiratet. Sein Sohn Lucas Kochbeck ist Schlagzeuger u. a. bei The KBCS.

## Filmografie (Auswahl)
- 1996–2006: Balko (Fernsehserie, 27 Folgen)
- 2000–2005: Wolffs Revier (Fernsehserie, 44 Folgen)
- 2001–2002: Stahlnetz (Fernsehserie, 2 Folgen)
- 2003: Tatort – Mietsache
- 2004: Tatort – Verlorene Töchter
- 2004: Der Traum vom Süden
- 2008: Einsatz in Hamburg – Tödliches Spiel (Fernsehserie)
- seit 2009: SOKO Leipzig (Fernsehserie)
- 2011: Tatort – Zwischen den Ohren
- 2011: Stilles Tal
- 2013: Einmal Leben bitte
- 2015: Zorn – Wo kein Licht (Fernsehreihe)
- 2016: Die Diplomatin – Entführung in Manila
- 2017: Neo Rauch – Gefährten und Begleiter
- 2017: Tatort: Auge um Auge
- 2020: Ein starkes Team – Parkplatz bitte sauber halten